# Steve Knutson
Pour les articles homonymes, voir Knutson.
(en) Statistiques sur pro-football-reference
Steven Craig Knutson (né le 5 octobre 1951 à Bagley) est un joueur américain de football américain évoluant au poste de linebacker.

## Carrière

### Université
Knutson étudie à l'université de Californie du Sud, jouant avec l'équipe de football américain des Trojans.

### Professionnel
Steve Knutson est sélectionné au seizième tour du draft de la NFL de 1975 par les Falcons d'Atlanta au 393e choix. Les Falcons ne le retiennent pas dans l'équipe de la saison 1975. En 1976, il s'engage avec les Packers de Green Bay, jouant douze matchs sa première saison. En 1977, il joue au cours de treize matchs mais n'est pas gardé dans l'effectif après cette saison et signe avec les 49ers de San Francisco en 1978, jouant quinze matchs dont un comme titulaire.